# 楊道賓
楊道賓（1552年—1609年），字惟彥，号荆岩，福建泉州府晉江縣人，民籍。明朝政治人物。

## 生平
萬曆四年（1576年）丙子鄉試十八名，萬曆十四年（1586年）丙戌科會試五十四名，殿試登一甲第二名進士。授翰林院編修。遷國子監祭酒，請太子出閣讀書，又进《三国志》、《五代史》论，斥阉黨弄權，請罢矿使，帝不聽。万历二十五年（1597年）丁酉八月主持浙江乡试，不久升国子监司业，二十六年七月掌南京翰林院印信，晋右春坊右谕德，万历二十八年（1600年）三月管理军职贴黄，四月升右春坊右庶子兼翰林院侍读，掌司经局印信，八月与编修顾天埈主持庚子科顺天乡试，二十九年九月充经筵日讲、记注起居，十月升国子监祭酒。三十一年四月升詹事府少詹事兼翰林院侍读学士，充玉牒纂修官，三十二年正月知礼部贡举，三十三年四月升礼部右侍郎兼侍读学士掌院事，与黄汝良一同教习庶吉士，三十五年六月署礼部事，进礼部左侍郎，万历三十七年（1609年）二月卒於官，年五十八，赠礼部尚书。谥文恪。著有《文恪集》。

## 家族
曾祖楊清；祖父楊逢春，曾任生員；父楊敦厚，曾任典史。前母萬氏；母曹氏。具庆下。兄道學、道宽、杨道会（台州府知府）、道謙、道敷（生员）、道廉、道泰。弟道升、道恒（生员）、道明、道振、道绍、道相（生员）、道冏、道醇、道憲、道林。其從兄楊道會，官湖廣左布政使。從侄楊錫璜，官深州知州。

## 墓葬
道賓墓在南安县三十二都霞沟，叶向高为杨道宾铭其墓，称其“直道而行，侃侃发舒，始终了然，身名无替，卓乎完行之名臣”。